# Тимарци
Тимарци су насељено место у општини Суња, Сисачко-мославачка жупанија, Република Хрватска.

## Историја
Насеље је до 1995. било у саставу бивше велике општине Сисак. Тимарци су се од распада Југославије до августа 1995. године налазили у Републици Српској Крајини.

## Становништво
На попису становништва 2011. године, Тимарци су имали 119 становника.

### Попис 1991.
На попису становништва 1991. године, насељено место Тимарци је имало 366 становника, следећег националног састава:
| Попис 1991.‍  | Попис 1991.‍  | Попис 1991.‍ | Попис 1991.‍ | Попис 1991.‍ |
| ------------ | ------------ | ----------- | ----------- | ----------- |
|              |              |             |             |             |
| Хрвати       | Хрвати       |             | 176         | 48,08%      |
| Срби         | Срби         |             | 170         | 46,44%      |
| неопредељени | неопредељени |             | 17          | 4,64%       |
| непознато    | непознато    |             | 3           | 0,81%       |
| укупно: 366  |              |             |             |             |